# Данте Ді Бенедетті
Данте Ді Бенедетті (італ. Dante Di Benedetti, 28 жовтня 1916, Дженцано-ді-Рома — 8 лютого 1984, Формія) — італійський футболіст, що грав на позиції нападника.
Виступав, зокрема, за клуби «Рома», «Фіорентіна» та «Наполі».

## Ігрова кар'єра
Народився 28 жовтня 1916 року в місті Дженцано-ді-Рома. Вихованець футбольної школи клубу «Рома». Протягом 1934—1935 років набирвася досвіду в клубі «Роденсе».
Після сезонної оренди, знову грав за «Рому», до складу якого повернувся 1935 року. Клуб перед самим початком сезону несподівано залишили два провідних нападники Енріке Гвайта і Алехандро Скопеллі. Деякий час команді не вистачало якісних нападників, через що тренер Луїджі Барбезіно навіть награвав у атаці захисника Андреа Гадальді. Взимку шанс себе проявити отримав і молодий Ді Бенедетті. Данте дебютував у лютому 1936 року і до кінця сезону закріпився в основі, забивши 7 голів у 13-ти матчах. Римський клуб до останнього туру боровся за перемогу в чемпіонаті, але в підсумку на одне очко відстав від «Болоньї».
У 1936 році виступав у складі «Роми» в Кубку Мітропи. В 1/8 фіналу команда в першій грі програла віденському «Рапіду» 1:3, а єдиний гол у складі римлян забив Ді Бенедетті. В матчі-відповіді «Рома» вдома виграла 5:1, завдяки чому вийшла в чвертьфінал, де поступилась за сумою двох матчів празькій «Спарті» (0:3, 1:1, гол на рахунку Ді Бенедетті).
У сезоні 1936/37 «Рома» невдало виступила в чемпіонаті, опустившись на 10-те місце. Краще команда грала в Кубку Італії, діставшись фіналу, де поступилась «Дженова 1893» з рахунком 0:1. В тому сезоні Ді Бенедетті отримав виклик у збірну, але не зіграв, бо травмував коліно.
1937 року Ді Бенедетті уклав контракт з клубом «Фіорентіна», у складі якого провів наступні два роки своєї кар'єри гравця.
Згодом з 1939 по 1946 рік грав у складі команд «Луккезе-Лібертас», знову «Фіорентіна», «Піза», «Барі», «Літторіо Рома».
З 1946 року два сезони захищав кольори клубу «Наполі». Протягом 1948—1949 років знову захищав кольори клубу «Барі».
Завершив ігрову кар'єру у команді «Єзіна», за яку виступав протягом 1949—1950 років.
Помер 8 лютого 1984 року на 68-му році життя у місті Формія.

### Статистика виступів у Кубку Мітропи
| №                      | Розіграш               | Стадія                 | Дата та місце проведення | Команда 1              | Рахунок | Команда 2      | Голи та інші дії |
| ---------------------- | ---------------------- | ---------------------- | ------------------------ | ---------------------- | ------- | -------------- | ---------------- |
| 1                      | 1936                   | 1/8                    | 21.06.1936, Відень       | Рапід (Відень)         | 3:1     | Рома           | 58'              |
| 2                      | 1936                   | 1/8                    | 28.06.1936, Рим          | Рома                   | 5:1     | Рапід (Відень) |                  |
| 3                      | 1936                   | 1/4                    | 4.07.1936, Прага         | Спарта (Прага)         | 3:0     | Рома           |                  |
| 4                      | 1936                   | 1/4                    | 12.07.1936, Рим          | Рома                   | 1:1     | Спарта (Прага) | 1'               |
| Всього в Кубку Мітропи | Всього в Кубку Мітропи | Всього в Кубку Мітропи | Всього в Кубку Мітропи   | Всього в Кубку Мітропи | 4       |                | 2                |

## Титули і досягнення
- Срібний призер Серії А (1):

«Рома»: 1935–1936
- Фіналіст Кубка Італії (1):

«Рома»: 1936–1937
- Найкращий бомбардир групового турніру чемпіонату Італії (група В): «Барі» 1945–1946 (13)